# (8442) Ostralegus
(8442) Ostralegus (4237 T-3) – planetoida z pasa głównego asteroid okrążająca Słońce w ciągu 3,65 lat w średniej odległości 2,37 au. Odkryta 16 października 1977 roku.